# 제16회 EBS 국제다큐영화제
제16회 EBS 국제다큐영화제는 2019년 8월 17일에 열린 시상식이다.

## 수상 및 후보

### 대상
- 허니랜드 - 타마라 코테브스카 외 1명 수상

### 다큐멘터리 고양상
- 나폴리 셀프카메라 - 아고스티노 페렌테 수상

### 심사위원 특별상
- 위기의 30대 여자들 - 힐라 메달리아 외 1명 수상

### 시청자 관객상
- 굴라크 수용소의 여인들 - 마리안나 야로프스카야 수상

### 월드비전 특별상
- 마이 리틀 댄싱 슈즈 - 브라이언 크리스토퍼 브라질 수상

### 모바일 단편 경쟁 최우수상
- 엄마와 옷 - 구성원 수상

### 모바일 단편 경쟁 우수상
- 믹스를 입양하세요 - 박마리솔 수상
- 방생하지 말아주세요 - 지웅배 수상

### 글로벌 피칭 아카데미 / 영피치 최종 선정 팀
- 장기자랑
- 하녀방
- 애국소녀
- 쓰레기덕후소셜클럽
- 게임을 하면 이겨야지!

### KOCCA-EIDF 다큐멘터리 작품 공모 - 최우수상
- 시간을 꿈꾸는 소녀 - 박혁지 수상

### KOCCA-EIDF 다큐멘터리 작품 공모 - 우수상
- 퀴어 마이 프렌즈 - 서아현 수상
- 황사, 바람의 색 - 클레어 샌포드 수상

### KOCCA-EIDF 다큐멘터리 작품 공모 - 장려상
- 성덕 - 오세연 수상
- 윈드 오브 체인지 - 최우영 수상

### 페스티벌 초이스
- 비러브드 - 야저 탈비
- 허니랜드 - 타마라 코테브스카 외 1명
- 생의 마지막 한 걸음 - 카세자와 아츠시
- 미워할 수 없는 녀석들 - 벤 멀링코슨
- PJ 하비의 뮤직 다이어리 - 시무스 머피
- 군대 - 박경근
- 나폴리 셀프카메라 - 아고스티노 페렌테
- 우리가 있을 곳은 - 자클린 쥔트
- 굴라크 수용소의 여인들 - 마리안나 야로프스카야
- 나의 아버지는 스파이 - 야크 킬미 외 1명
- 위기의 30대 여자들 - 힐라 메달리아 외 1명
- 지난밤 너의 미소 - 캐비치 니앙

### 다시 보는 EIDF
- 타샤 튜더 - 마츠타니 미츠에
- 버블 패밀리 - 마민지
- 다방의 푸른 꿈 - 김대현

### 한국 다큐멘터리 파노라마
- 옥희에게 - 자우녕
- 뱃속이 무거워서 꺼내야 했어 - 조한나
- 공사의 희로애락 - 장윤미
- 부엔 까미노 - 이종은
- 부재의 기억 - 이승준
- 굿바이 마이 러브NK: 붉은 청춘 - 김소영

### 월드 쇼케이스
- 어느 록밴드의 평양 방문 - 모튼 트라아빅 외 1명
- '좋아요' 스타 - 리자 만델업
- 침묵하는 여성들을 위하여 - 사라 마니
- 랍비의 동물원 - 두키 드로르
- 아들 - 알렉산더 아바투로프
- 글로버스 운행기 - 아리아드나 세우바 세라
- 화해의 조건 - 빙 리우
- 아프리카의 부처 - 니콜 샤퍼
- 알프레도 지타로사의 시간들 - 멜리나 테리빌리

### 아시아의 오늘
- 비욘드 더 웨이브 - 알랭 드 알뢰
- 무지개 초상 - 나카가와 아유미
- 마더 - 크리스토프 빌슨

### 키즈 다큐
- 몰렌베크의 아이들 - 리타 허타넨
- 디어 마이 지니어스 - 구윤주
- 마이 리틀 댄싱 슈즈 - 브라이언 크리스토퍼 브라질
- 더 매직 라이프 오브 V - 토니슬라브 흐리스토프

### 다큐 속 무형유산
- 경극을 따라서 - 티보 페리에
- 채플린 인 발리: 저니 투 디 이스트 - 라파엘 밀렛
- 샤먼 로드 - 최상진
- 장인의 유산 - 우치야마 나오키
- 말람보, 가우초의 춤 - 산티아고 로사
- 발리: 천상의 울림 - 리비 쳉
- 불숨 - 고희영

### 동물을 만나다
- 새를 위하여 - 리처드 마이런
- 버디, 인생의 동반자 - 헤디 허니그만
- 야생동물병원 24시 - 다넬 엘펠레그 외 1명
- 그루밍 - 레베카 스턴
- 로스 레예스 - 베티나 페르트 외 1명
- 마지막 코뿔소 - 플로어 반 더 뮬렌

### 가족의 초상
- 우아한 죽음 - 토마스 크루파
- 하트바운드: 결혼원정기 - 야누스 메츠 외 1명
- 엄마의 실종 - 베니아미노 바레스

### 도시와 건축
- 아이엠 페이의 건축 세계 - 앤 메이크피스
- 이타미 준의 바다 - 정다운
- 빛의 건축가 렌조 피아노 - 카를로스 사우라
- 푸시 - 누가 집값을 올리는가 - 프레드릭 게르튼

### 예술하다
- 사탄 & 아담 - V. 스콧 밸서렉
- 너희가 힙합을 아느냐 - 비나 이리지 외 1명
- 오손 웰즈의 눈으로 - 마크 코신스
- 미셸 르그랑, 영화를 노래하다 - 그레고리 몬로
- 리스본 비트 - 리타 마이아 외 1명

### EIDF - 모바일 단편 경쟁
- 방생하지 말아주세요 - 지웅배
- 관람차 - 장선아
- 엄마와 옷 - 구성원
- 밥상기억 - 박유미 외 1명
- 인수봉 사람들 - 최창원
- 혜화역 3번 출구 - 경수정 외 1명
- 가족식사 - 유예진
- 원모어라운드 - 김남훈
- 믹스를 입양하세요 - 박마리솔
- 지금은 아니야 - 조소영 외 1명